# 乳痂
乳痂（英語：Cradle cap），也称头皮乳痂、摇篮帽、婴儿或新生儿脂溢性皮炎，是一种发生于新生儿头皮上的黄色的、斑点状、油腻的鳞状硬皮疹。它通常不会发痒，也不会影响婴儿健康。乳痂通常在婴儿出生后头三个月的某个时候开始，但也可能发生在以后的几年中。相似的症状若出现在年纪稍长的婴儿，出现头皮屑的概率更大。乳痂患者通常伴有耳朵、颈部、眉毛或眼睑等周围皮肤褶皱处出现红色皮疹。乳痂也可能出现在其他部位，被称为脂溢性皮炎而非乳痂。一些国家使用头皮糠疹（pityriasis capitis）这个术语指代乳痂。乳痂是非常普遍的病症，大约一半的婴儿受到影响。他们中的大多数人都有轻微的失调症状，严重的乳痂情况很少见。

## 症状
乳痂是影响婴儿的脂溢性皮炎。它在头皮上呈现为油腻状鳞片，呈现出较厚的、硬皮的特质，颜色为黄色，也可能是白色或棕色的。受影响的部位通常不会给孩子带来不适感或瘙痒感。其他受影响的部位包括眼睑、耳朵、鼻子、胳膊和腹股沟。脱发情况也会发生。

## 病因
乳痂并非由细菌感染、过敏或卫生不良引起的；它也不具有传染性。对于乳痂产生原因，医学界尚未达成共识，但主流的两类假设是真菌感染或过度活跃的皮脂腺。乳痂是一种炎症性病症。
乳痂可能是生物素不足的一种常见表现；这可能部分是由于生物素对脂肪酸生物合成的影响。这可能与新生儿皮肤上过度活跃的皮脂腺有关，因为母亲的荷尔蒙仍然在婴儿的血液中循环。腺体释放一种油脂物质，使旧的皮肤细胞附着在头皮上，而非在干燥后脱落。此外它可能与皮肤酵母有关（比如秕糠马拉癣菌）。成人患者此类病症称之为脂溢性皮炎。

## 预前与预后

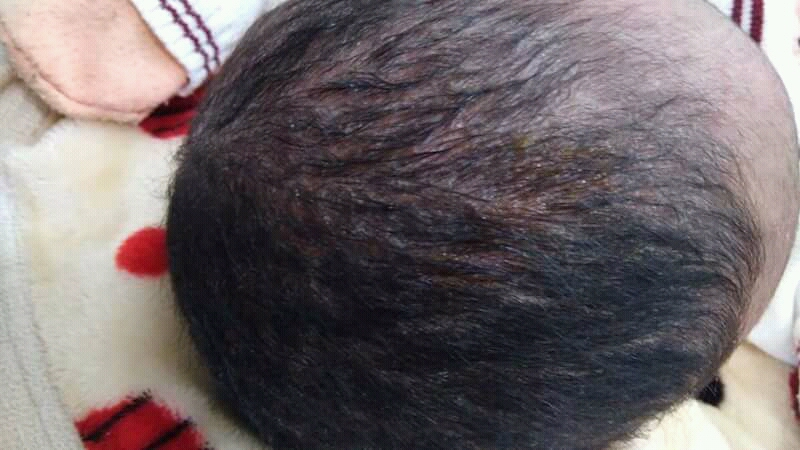
患有乳痂的婴儿头部

如果病情加重、加深变红、发炎、开始扩散出现在身体其他部位，或者如果婴儿病发鹅口疮（真菌口感染）、真菌性外耳感染（一种对抗生素耐药的耳部真菌感染）或者持续的尿布疹，建议进行医疗干预。严重的乳痂，尤其是皮肤破裂或出血的情况下，可为细菌的生长提供环境。如果乳痂是由真菌病引起的，这种病症在几天或几周内严重恶化，促使细菌生长（最常见的是脓疱病）。那么可能需要抗生素和抗真菌药物的联合治疗。由于非专业人士很难区分皮脂腺乳痂和真菌乳痂，以及前述两者与任何一种细菌感染的区别；因此，如果病情恶化，均应寻求医生的建议。乳痂患者偶发引起免疫紊乱，如果婴儿成长较缓慢，并且伴有其他问题（如腹泻），应迅速咨询医生。
乳痂会随着婴儿的成熟而逐渐消失。它不是严重疾病，也不是感染；不是婴儿过敏反应，也并非缺乏良好的卫生习惯。大多数孩子的病情能在半岁或一岁之间能够痊愈。然而，这种病症偶尔会持续到幼儿时期，很少数会延续到童年。它可能在青春期复发，并持续到成年。

## 治疗
父母可以用手指轻轻地按摩婴儿头皮，或者用柔软的刷子来松软鳞片。家长可以更频繁地给宝宝洗头（但一天不超过一次），然后用软毛刷或毛巾轻轻地擦拭婴儿头皮。在婴儿头皮上涂抹少量纯净的植物油（椰子油、纯橄榄油、杏仁油），持续15分钟。之后用精细的牙齿梳或刷子轻轻地梳出。注意一定要清洗掉所有的油，以免恶化乳痂症状。
强效的洗发水（含有硫磺、水杨酸、硫化硒、酮康唑、煤焦油配方的抗皮脂洗发水）可以更快地去除头皮上的皮痂，但是它们同样具有很强的刺激性，因此必须在咨询了儿科医生后才能使用。有时候用矿物质油或霜剂（凡士林）来涂抹患处也具有作用，但是婴儿爽肤油的作用就很有限。如果只使用了不添加芳香剂的婴儿润肤油或矿物质油，而同时没有采取其他措施，这样反而会让头皮上的皮痂情况加重，特别是头顶部柔软的囟门部位。医师通常不推荐矿物质油，可能会开一些可的松霜或软膏。在病情好转后，可以继续使用性质温和的婴儿洗发水以防止病情复发。
有时候患处伴有并发真菌感染，而且可能更常见于皮肤褶皱处（而非头皮上）。这类情况，感染区域会明显发红，而且非常瘙痒，例如癣菌病，医生可能会建议使用克霉唑（通常用于股癣）或咪康唑（通常用于阴道念珠菌病）等抗真菌的药物。